# Tournoi du prince Faysal bin Fahad 2003
Navigation
Djeddah 2002 Beyrouth 2004
Le tournoi du prince Faysal bin Fahad 2003 est la dix-neuvième édition de la Coupe arabe des clubs champions de football. Organisée au Caire en Égypte, elle regroupe les clubs des pays arabes les plus performants de leur championnat national (champion, vice-champion ou vainqueur de la coupe nationale). 
C'est le club égyptien du Zamalek SC qui est sacré après avoir battu les kuwaitiens Koweït SC en finale. C'est le tout premier titre du club dans cette compétition.

## Compétition

### Phase de groupe
Groupe A :
| Rang | Équipe          | Pts | J | G | N | P | Bp | Bc | Diff |  | Résultats (▼ dom., ► ext.) |  |     |     |     |     |
| ---- | --------------- | --- | - | - | - | - | -- | -- | ---- |  | -------------------------- |  | --- | --- | --- | --- |
| 1    | Ettifaq FC      | 10  | 4 | 3 | 1 | 0 | 10 | 4  | +6   |  | Ettifaq FC                 |  | 2-0 | 2-0 | 2-0 | 4-4 |
| 2    | Raja Casablanca | 7   | 4 | 2 | 1 | 1 | 6  | 6  | 0    |  | Raja Casablanca            |  |     | 1-1 | 4-3 | 1-0 |
| 3    | ENPPI           | 4   | 4 | 1 | 1 | 2 | 4  | 5  | -1   |  | ENPPI                      |  |     |     | 0-1 | 3-1 |
| 4    | Riffa SC        | 4   | 4 | 1 | 1 | 2 | 4  | 6  | -2   |  | Riffa SC                   |  |     |     |     | 0-0 |
| 5    | Al-Faisaly SC   | 2   | 4 | 0 | 2 | 2 | 5  | 8  | -3   |  | Al-Faisaly SC              |  |     |     |     |     |

Groupe B :
| Rang | Équipe       | Pts | J | G | N | P | Bp | Bc | Diff |  | Résultats (▼ dom., ► ext.) |  |     |     |     |     |
| ---- | ------------ | --- | - | - | - | - | -- | -- | ---- |  | -------------------------- |  | --- | --- | --- | --- |
| 1    | Koweït SC    | 8   | 4 | 2 | 2 | 0 | 9  | 5  | +4   |  | Koweït SC                  |  | 3-1 | 1-1 | 3-1 | 2-2 |
| 2    | Zamalek SC   | 7   | 4 | 2 | 1 | 1 | 5  | 5  | 0    |  | Zamalek SC                 |  |     | 1-1 | 1-0 | 2-1 |
| 3    | USM Alger    | 6   | 4 | 1 | 3 | 0 | 7  | 4  | +3   |  | USM Alger                  |  |     |     | 4-1 | 1-1 |
| 4    | Al-Jaish SC  | 3   | 4 | 1 | 0 | 3 | 6  | 10 | -4   |  | Al-Jaish SC                |  |     |     |     | 4-2 |
| 5    | Al-Shorta SC | 2   | 4 | 0 | 2 | 2 | 6  | 9  | -3   |  | Al-Shorta SC               |  |     |     |     |     |

### Phase finale

#### Demi-finales
| Équipe 1   | Résultat | Équipe 2        |
| ---------- | -------- | --------------- |
| Ettifaq FC | 1 - 3    | Zamalek SC      |
| Koweït SC  | 3 - 0    | Raja Casablanca |

#### Finale
| 20 juillet 2003 | Zamalek SC              | 2 - 1 | Koweït SC    | Stade international du Caire, Le Caire |                      |
|                 | Saleh 23e · Mahmoud 58e |       | Oliviera 88e | Spectateurs : 45 000                   | Spectateurs : 45 000 |

| Coupe des clubs champions arabes Zamalek SC 1er titre |